# Nelson Emanuel González
Nelson Emanuel González (Buenos Aires, Argentina, 4 de marzo de 1988) es un futbolista argentino. Juega como defensa y su equipo actual es el Club Sport Cartaginés de la Primera División de Costa Rica.

## Clubes
| Club                      | País       | Año         |
| ------------------------- | ---------- | ----------- |
| Club Atlético River Plate | Argentina  | 2008 - 2009 |
| Club Atlético Sarmiento   | Argentina  | 2010 - 2012 |
| Club Villa Dálmine        | Argentina  | 2012 - 2013 |
| Club Atlético Atlanta     | Argentina  | 2013 - 2014 |
| Club Deportivo Armenio    | Argentina  | 2015 - 2016 |
| Club Sport Cartaginés     | Costa Rica | 2017 - 2018 |